# TOP500
TOP500 är en organisation som två gånger om året publicerar en lista över de 500 snabbaste datoranläggningarna i världen. Prestationen uppskattas med LINPACK benchmark, som beräknas en linjärt ekvationssystem.
Den lista som presenterades i november 2010 är den 36:e sammanställningen som offentliggjorts. I den 36:e sammanställningen finns 6 svenska anläggningar som tillhör universiteter och FRA (den svenska topplaceringen på 67:e plats).
Under tidigt 90-tal dominerades listan av system som tillverkats av Cray och SGI, numera är de största leverantörerna IBM och HP. Framför allt toppsuperdatorer stöds nu av GPU:er, en trend som förväntas kommer att fortsätter sig kraftigt under de kommande åren.

## TOP500 i november 2010
Av de 500 system som finns noterade på listan är 415 av typen cluster. Av de 500 system som finns noterade på listan är 274 placerade i USA. Följande tabell listar de tio kraftfullaste datorerna på TOP500-listan, vilken sammanställdes på SC10-konferensen i november 2010 i New Orleans.
| Rank | Rmax Rpeak (Tflops) | Namn        | Dator Processor kärnor, GPU:er, nätverk                            | Tillverkare | Placering Land, År                                            | Operativsystem |
| ---- | ------------------- | ----------- | ------------------------------------------------------------------ | ----------- | ------------------------------------------------------------- | -------------- |
| 1    | 2566.00 4701.00     | Tianhe-1    | NUDT YH Cluster 186,368 Xeon + NVIDIA GPU, proprietär              | NUDT        | National Supercomputing Center in Tianjin Kina , 2010         | Linux          |
| 2    | 1759.00 2331.00     | Jaguar      | Cray XT5 224,162 Opteron                                           | Cray        | Oak Ridge National Laboratory USA, 2009                       | Linux          |
| 3    | 1271.00 2984.30     | Nebulae     | Dawning TC3600 Blade 55,680 Xeon + 64,960 Nvidia Tesla, InfiniBand | Dawning     | National Supercomputing Center in Shenzhen (NSCS) Kina , 2010 | Linux          |
| 4    | 1192.00 2287.63     | TSUBAME 2.0 | HP Cluster Platform 3000SL 73,278 Xeon, Nvidia GPU                 | NEC/HP      | GSIC Center, Tokyo Institute of Technology Japan, 2010        | Linux          |
| 5    | 1054.00 1288.63     | Hopper      | Cray XE6 153,408 Opteron                                           | Cray        | DOE/SC/LBNL/NERSC USA, 2010                                   | Linux          |
| 6    | 1050.00 1254.55     | Tera-100    | Bull Bullx 138,368; InfiniBand                                     | Bull SA     | Commissariat à l'énergie atomique (CEA) Frankrike, 2010       | Linux          |
| 7    | 1042.00 1375.78     | Roadrunner  | IBM BladeCenter QS22/LS21 122,400 Cell/Opteron                     | IBM         | Los Alamos National Laboratory USA, 2009                      | Linux          |
| 8    | 831.70 1028.85      | Kraken      | Cray XT5 98,928 Opteron                                            | Cray        | National Institute for Computational Sciences USA, 2009       | Linux          |
| 9    | 825.50 1002.70      | JUGENE      | Blue Gene/P Solution 294,912 Power                                 | IBM         | Jülich Research Centre Tyskland, 2009                         | Linux          |
| 10   | 816.60 1028.66      | Cielo       | Cray XE6 107,152 Opteron                                           | Cray        | DOE/NNSA/LANL/SNL USA, 2010                                   | Linux          |